# Lijst van presidenten van Fiji
Dit artikel bevat een lijst van presidenten van Fiji.

## Overzicht
Van 1871 tot 1874 werd het koninkrijk Fiji geleid door Seru Epenisa Cakobau. Het dominion Fiji stond van 1970 tot 1987 onder leiding van Elizabeth II. Tijdens haar regeerperiode werd ze op de eilandengroep vertegenwoordigd door drie gouverneurs-generaal: Robert Sidney Foster (1970-1973), George Cakobau (1973-1983) en Penaia Ganilau (1983-1987). Na een militaire staatsgreep werd die laatste op 5 december 1987 de eerste president van Fiji.

## Presidenten van Fiji (1987-heden)
| President | President                          | Ambtstermijn     | Ambtstermijn     | Partij            |
| --------- | ---------------------------------- | ---------------- | ---------------- | ----------------- |
|           | Penaia Ganilau (1918–1993)         | 5 december 1987  | 15 december 1993 | n/p               |
|           | Kamisese Mara (1920-2004)          | 16 december 1993 | 29 mei 2000      | n/p               |
|           | Frank Bainimarama (1954) (interim) | 29 mei 2000      | 13 juli 2000     | Militair          |
|           | Josefa Iloilo (1920-2011)          | 13 juli 2000     | 5 december 2006  | n/p               |
|           | Frank Bainimarama (1954) (interim) | 5 december 2006  | 4 januari 2007   | Militair          |
|           | Josefa Iloilo (1920-2011)          | 4 januari 2007   | 30 juli 2009     | n/p               |
|           | Epeli Nailatikau (1941)            | 30 juli 2009     | 12 november 2015 | n/p               |
|           | George Konrote (1947)              | 12 november 2015 | 12 november 2021 | FijiFirst         |
|           | Wiliame Katonivere (1964)          | 12 november 2021 | 12 november 2024 | FijiFirst         |
|           | Naiqama Lalabalavu (1953)          | 12 november 2024 | huidig           | People's Alliance |